# Oreophryne inornata
Oreophryne inornata és una espècie de granota que viu a Papua Nova Guinea.